# Profítis Ilías, Kreta
Profítis Ilías är en ort i Grekland.   Den ligger i prefekturen Nomós Irakleíou och regionen Kreta, i den sydöstra delen av landet, 300 km söder om huvudstaden Aten. Profítis Ilías ligger 345 meter över havet och antalet invånare är 1 482.
Terrängen runt Profítis Ilías är kuperad.Runt Profítis Ilías är det ganska tätbefolkat, med 62 invånare per kvadratkilometer. Närmaste större samhälle är Heraklion, 14,1 km norr om Profítis Ilías. Trakten runt Profítis Ilías består till största delen av jordbruksmark.